# Hansenium monodi
Hansenium monodi är en kräftdjursart som först beskrevs av Nordenstam 1946.  Hansenium monodi ingår i släktet Hansenium och familjen Stenetriidae. Inga underarter finns listade i Catalogue of Life.